# Allium struzlianum
Allium struzlianum — вид трав'янистих рослин родини амарилісові (Amaryllidaceae), ендемік Вірменії.

## Опис
Цвіте в травні-червні і плодоносить у червні-липні. 2n=16.

## Поширення
Ендемік Вірменіїу.
Зростає у гірських степах у нижній та середній монтанних зонах, між 800 і 2000 м н.р.м.

## Загрози й охорона
Виду загрожує втрата й деградація середовища проживання, спричинені розвитком земель і пасовищем у степовій зоні.
Жодних заходів щодо збереження не існує.